# Joseph Saxton
Joseph Saxton (Huntingdon, 22 maart 1799 – Washington D.C., 26 oktober 1873) was een Amerikaans uitvinder, horlogemaker, bankwerker en fotograaf uit Pennsylvania. Een daguerreotypie genomen door Saxton in 1839 is de oudst bekende foto die in de Verenigde Staten werd gemaakt.

## Biografie
Saxton werd op zijn twaalfde leerling bij een horlogemaker. Toen hij achttien jaar was geworden verhuisde hij naar Philadelphia waar hij werk vond als horlogemaker, graveur en leerling bankwerker in de werkplaats van Isaiah Lukens. In deze periode bouwde hij zijn eerste uitvindingen: een machine die tanden sneed in tandwielen voor marine-chronometers en een echappement en compenseerde slinger voor klokken. Ook hielp hij Lukens met de constructie van de klok in de herbouwde torenspits van de Independence Hall.
Om zijn kennis te vergroten reisde Saxton in 1828 naar Londen in Engeland, waar hij negen jaar zou verblijven. Voor het grootste deel van zijn verblijf was hij in dienst bij het Adelaide Gallery of Practical Science, een museum dat nieuwe uitvindingen en wetenschappelijke principes demonstreerde aan het publiek. In de tijd dat hij werkzaam was voor het museum vond Saxton de magneto-elektrische machine uit, een apparaat om snelheden van schepen te kunnen meten, een toestel voor het meten van de waterhoogte in een stoomboiler, de telescoopvizier en een prototype van een  vulpen.
In 1837 keerde Saxton terug naar Philadelphia waar hij een baan accepteerde bij de Philadelphia Mint. Eerst als toezichthouder voor het maken van machines en daarna als curator van gewichten en maten en ijkingen die werden geleverd aan nationale en staatsbesturen. Uitvindingen van hem uit die periode die noemenswaardig zijn betreffen een spiegelcompensator om lengtestandaarden te vergelijken, een nieuwe deelstreepmachine, een zelfregistrerende getijmeter en een onderwaterhydrometer.
In de herfst van 1839 gebruikte Saxton een daguerreotype. Dit wordt beschouwd als de eerst bekende foto die in de Verenigde Staten werd genomen. Hij nam de foto uit het raam van zijn kantoor aan de Philadelphia Mint. Hij toont de koepel van de Central High School en een deel van het gebouw van de State Armory. Deze foto is nu eigendom van het historisch genootschap van Pennsylvania.

## Erkenning
Saxton was lid van de American Philosophical Society, het Franklin Institute en vanaf 1863 van de National Academy of Sciences (NAS). In 1843 werd hij onderscheiden met de John Scott Legancy Medal and Premium van het Franklin Institute voor zijn uitvinding van de reflecteerde pyrometer.